# گویش تنکابنی
گویش تنکابنی در منطقۀ تنکابن گویش می‌شود. این گویش شامل لهجه‌های دوهزاری، سه هزاری، خرم‌آبادی، گلیجانی و چالکش می‌شود.

## طبقه بندی
طبق گلاتولوگ گویش تنکابنی گویشی از زبان مازندرانی است. ایران کلباسی گویش تنکابن را گونه‌ای از زبان مازندرانی می‌داند. بهمن زندی گویش تنکابنی را گویشی از زبان مازندرانی و زیرمجموعه گویش مازندرانی غربی معرفی می کند. بتول سبز علیپور گویش تنکابنی را گویشی از زبان مازندرانی می‌داند. رودیگر اشمیت گویش بومی منطقه تنکابن را گویشی از زبان مازندرانی معرفی می‌کند. طبق دانشنامه ایرانیکا به نقل از دونالد استیلو در بین تنکابن و کلاردشت گویش‌ها حالت انتقال بین گیلکی و مازندرانی دارند؛ و آن را شاخه‌ای زبانی مجزا از گیلکی و مازندرانی طبقه‌بندی کرده‌اند. گویش‌های بومی کلاردشت و تنکابن را بدین ترتیب می‌توان چنان‌که دونالد استیلو پیشنهاد می‌کند، یک گروه زبانی مجزا درون پیوستار گفتاری در طول مناطق ساحلی و ارتفاعات کرانهٔ خزر دانست. این گروه حدوداً بین کلاردشت در شرق و رامسر در غرب کشیده شده‌است و زین رو توسط دونالد استیلو کاسپین مرکزی تعیین شده‌است با وجود این اتفاق نظر بر سر آن کم است، اما برخلاف نظر استیلو و به باور بهرام فره‌وشی زبان‌شناس و متخصص زبان‌های ایرانی، حتی گویش منطقه لاهیجان نیز گونه‌ای از گیلکی–مازندرانی است و حالت انتقالی دارد.
در سال ۱۳۸۱ «واژه‌نامه بزرگ تبری» به ویراستاری «جهانگیر نصری اشرفی» منتشر شد که در بردارندۀ واژگانی از گویش‌های عباس‌آباد و آمل و بابل و بهشهر و علی‌آباد کتول و کردکوی و نوشهر و ساری و تنکابن و دیگر مناطق بود. در کتاب واژه‌نامه بزرگ تبری گویشی که در بخشی از منطقۀ رویان شامل چالوس و تنکابن شرقی (کلار باستانی، برخی از روستاهای کوهپایه‌ای منطقه بیرون بشم و لنگا و نواحی جلگه ای از آب چالوس و عباس‌آباد و رودخانه نشتا به مرکزیت عباس‌آباد) تکلم می‌شود نیز گویشی از زبان مازندرانی می‌باشد. شماری از پژوهشگران زبان‌شناس، گویش منطقه تنکابن (گویش تنکابنی) را گویشی از زبان مازندرانی غربی می‌دانند. زبان گیلکی به دو گویش غربی (بیه پس) و شرقی (بیه پیش) تقسیم می‌شود و گاه دو گویش دیلمی_اشکوری و گویش بینابین چابکسری_تنکابنی (رامسری_تنکابنی) که به طبری_گیلکی (محدوده تنکابن تا چابکسر) معروف است هم به این فهرست اضافه می‌شوند دانشنامه تبرستان و مازندران ذیل گویش دوهزاری چنین نقل نموده است، لهجه دوهزاری لهجه‌ای از زبان تبری است.. به گفته ایوب رسایی گیلکی شرقی شامل گویش لاهیجان، رودسر، گالش و تنکابن می شود و گیلکی غربی شامل گویش رشت، فومن و رودبار می شود. عباس خائفی زبان تنکابن را همانند رامسری از گویش‌های موجود در زبان گیلکی در کرانه دریای مازندران می‌داند و می‌گوید هر چند شهرستان‌های رامسر و تنکابن در استان مازندران واقع شده‌اند اما به زبان گیلکی سخن می‌گویند و از آداب و رسوم گرایش یافته به استان گیلان برخوردارند. به نوشته فرشته مومنی، گویش تنکابنی یکی از گویش‌های واگرا زبان مازندرانی است که دستگاه فعل آن با گویش‌های دو زبان همسایه یعنی مازندرانی و گیلکی تفاوت دارد.

## دستور زبان

### ضمیر (گویش تنکابنی)
در گویش تنکابنی ضمیر سه حالت دارد: فاعلی، مفعولی و ملکی.
| شناسه           | ۱ مفرد | ۲ مفرد | ۳ مفرد | ۱ جمع | ۲ جمع  | ۳ جمع |
| --------------- | ------ | ------ | ------ | ----- | ------ | ----- |
| فاعلی، تنکابنی  | mon    | to     | vi     | amâ   | šomâ   | ušân  |
| مفعولی، تنکابنی | mere   | tere   | vere   | amere | šemere | ušâne |
| ملکی، تنکابنی   | mi     | ti     | vi     | ami   | šimi   | ušane |

### ضمیر (گویش دوهزاری)
در گویش دو هزاری ضمیر سه حالت دارد: فاعلی، مفعولی و ملکی.
| شناسه            | ۱ مفرد | ۲ مفرد | ۳ مفرد | ۱ جمع | ۲ جمع  | ۳ جمع |
| ---------------- | ------ | ------ | ------ | ----- | ------ | ----- |
| فاعلی، دو هزاری  | mon    | to     | ve     | amâ   | šamâ   | ošen  |
| مفعولی، دو هزاری | mere   | tere   | vere   | amere | šamere | ošene |
| ملکی، دو هزاری   | me     | te     | ve     | ame   | šame   | ošene |

### شناسه (گویش تنکابنی)
شناسه افعال در گویش تنکابنی. (نمونه زیر بر اساس گویش تنکابن تنظیم شده‌است)
| شناسه         | ۱ مفرد | ۲ مفرد | ۳ مفرد | ۱ جمع | ۲ جمع | ۳ جمع |
| ------------- | ------ | ------ | ------ | ----- | ----- | ----- |
| شناسه حال     | m      | i      | e/∅    | im    | in    | en/n  |
| شناسه گذشته   | m      | i      | e/∅    | im    | in    | en/n  |
| شناسه التزامی | m      | i      | e/∅    | im    | in    | en/n  |

### شناسه (گویش دوهزاری)
شناسه افعال در گویش دوهزاری. (نمونه زیر بر اساس گویش دوهزاری تنظیم شده‌است)
| شناسه         | ۱ مفرد | ۲ مفرد | ۳ مفرد | ۱ جمع | ۲ جمع | ۳ جمع |
| ------------- | ------ | ------ | ------ | ----- | ----- | ----- |
| شناسه حال     | om     | i      | e/∅    | im    | in    | en/n  |
| شناسه گذشته   | om     | i      | e/∅    | im    | in    | en/n  |
| شناسه التزامی | om     | i      | e/∅    | im    | in    | en/n  |

### صرف فعل (گویش تنکابنی)
در جدول زیر فعل گفتن (bagoten) بر اساس گویش تنکابن در زمان‌های مختلف صرف می‌شود.
| زمان/شخص           | ۱ مفرد       | ۲ مفرد      | ۳ مفرد      | ۱ جمع         | ۲ جمع         | ۳ جمع         |
| ------------------ | ------------ | ----------- | ----------- | ------------- | ------------- | ------------- |
| گذشته ساده         | bagotem      | bagoti      | bagote      | bagotim       | bagotin       | bagoten       |
| گذشته کامل         | bagote-bâm   | bagote-bi   | bagote_bâ   | bagote-bim    | bagote-bin    | bagote-bân    |
| گذشته التزامی      | bagote-bum   | bagote-buy  | bagote-bu   | bagote-buym   | bagote-buyn   | bagote-bun    |
| گذشته استمراری     | go-ne-bâm    | go-ne-bi    | go-ne-bâ    | go-ne-bim     | go-ne-bin     | go-ne-bân     |
| گذشته در حال انجام | dabâm-bagom  | dabi-bagoi  | dabâ-bagoe  | dabim-bagoim  | dabin-bagoin  | daben-bagoen  |
| حال ساده/آینده     | gonem        | goni        | gone        | gonim         | gonin         | gonen         |
| حال در حال انجام   | dare-bagom   | dare-bagoi  | dare-bagoe  | dare-bagoim   | dare-bagoin   | dare-bagoen   |
| حال التزامی        | bagom        | bagoi       | bagoe       | bagoim        | bagoin        | bagoen        |
| حال التزامی        | xeynom bagom | xeyni bagoi | xeyne bagoe | xeynim bagoim | xeynim bagoin | xeynen bagoen |

در جدول زیر فعل کردن (hakerden) بر اساس گویش تنکابن در زمان‌های مختلف صرف می‌شود.
| زمان/شخص           | ۱ مفرد         | ۲ مفرد       | ۳ مفرد       | ۱ جمع          | ۲ جمع          | ۳ جمع          |
| ------------------ | -------------- | ------------ | ------------ | -------------- | -------------- | -------------- |
| گذشته ساده         | hakerdem       | hakerdi      | hakerde      | hakerdim       | hakerdin       | hakerden       |
| گذشته کامل         | hakerde-bâm    | hakerde-bi   | hakerde_bâ   | hakerde-bim    | hakerde-bin    | hakerde-bân    |
| گذشته التزامی      | hakerde-bum    | hakerde-buy  | hakerde-bu   | hakerde-buym   | hakerde-buyn   | hakerde-bun    |
| گذشته استمراری     | kâ-ne-bâm      | kâ-ne-bi     | kâ-ne-bâ     | kâ-ne-bim      | kâ-ne-bin      | kâ-ne-bân      |
| گذشته در حال انجام | dabâm-hakenem  | dabi-hakeni  | dabâ-hakene  | dabim-hakenim  | dabin-hakenin  | daben-hakenen  |
| حال ساده/آینده     | kânem          | kâni         | kâne         | kânim          | kânin          | kânen          |
| حال در حال انجام   | dare-hakenem   | dare-hakeni  | dare-hakene  | dare-hakenim   | dare-hakenin   | dare-hakenen   |
| حال التزامی        | hakenem        | hakeni       | hakene       | hakenim        | hakenin        | hakenen        |
| حال التزامی        | xeynom hakenem | xeyni hakeni | xeyne hakene | xeynim hakenim | xeynim hakenin | xeynen hakenen |

در جدول زیر فعل دیدن (badiyen) بر اساس گویش تنکابن در زمان‌های مختلف صرف می‌شود.
| زمان/شخص           | ۱ مفرد         | ۲ مفرد       | ۳ مفرد       | ۱ جمع          | ۲ جمع          | ۳ جمع          |
| ------------------ | -------------- | ------------ | ------------ | -------------- | -------------- | -------------- |
| گذشته ساده         | badiyem        | badi         | badiye       | badim          | badin          | badiyen        |
| گذشته کامل         | badiye-bâm     | badiye-bi    | hakerde_bâ   | hakerde-bim    | hakerde-bin    | hakerde-bân    |
| گذشته التزامی      | badiye-bum     | badiye-buy   | badiye-bu    | badiye-buym    | badiye-buyn    | badiye-bun     |
| گذشته استمراری     | vi-ne-bâm      | vi-ne-bi     | vi-ne-bâ     | vi-ne-bim      | vi-ne-bin      | vi-ne-bân      |
| گذشته در حال انجام | dabâm-bavinem  | dabi-bavini  | dabâ-bavine  | dabim-bavinim  | dabin-bavinin  | daben-bavinen  |
| حال ساده/آینده     | vinem          | vini         | vine         | vinim          | vinin          | vinen          |
| حال در حال انجام   | dare-bavinem   | dare-bavini  | dare-bavine  | dare-bavinim   | dare-bavinin   | dare-bavinen   |
| حال التزامی        | bavinem        | bavini       | bavine       | bavinim        | bavinin        | bavinen        |
| حال التزامی        | xeynom bavinem | xeyni bavini | xeyne bavine | xeynim bavinim | xeynim bavinin | xeynen bavinen |

### صرف فعل (گویش دوهزاری)
در جدول زیر فعل کندن (bakenden) بر اساس گویش دوهزاری در زمان‌های مختلف صرف می‌شود.
| زمان/شخص           | ۱ مفرد          | ۲ مفرد        | ۳ مفرد        | ۱ جمع           | ۲ جمع           | ۳ جمع           |
| ------------------ | --------------- | ------------- | ------------- | --------------- | --------------- | --------------- |
| گذشته ساده         | bakensom        | bakenesi      | bakenes       | bakenesim       | bakenesin       | bakenesen       |
| گذشته کامل         | bakenes-bam     | bakenes-bi    | bakenes_ba    | bakenes-bim     | bakenes-bin     | bakenes-ban     |
| گذشته التزامی      | bakenes-bum     | bakenes-buy   | bakenes-bu    | bakenes-buym    | bakenes-buyn    | bakenes-bun     |
| گذشته استمراری     | kend-en-bam     | kend-en-bi    | kend-en-ba    | kend-en-bim     | kend-en-bin     | kend-en-ban     |
| گذشته در حال انجام | daba-bakendom   | daba-bakendi  | daba-bakende  | daba-bakendim   | daba-bakendin   | daba-bakenden   |
| حال ساده/آینده     | kendenom        | kendeni       | kendene       | kendenim        | kendenin        | kendnen         |
| حال در حال انجام   | dare-bakendom   | dare-bakendi  | dare-bakende  | dare-bakendim   | dare-bakendin   | dare-bakenden   |
| حال التزامی        | bakendom        | bakendi       | bakende       | bakendim        | bakendin        | bakenden        |
| حال التزامی        | xaynom bakendom | xayni bakendi | xayne bakende | xaynim bakendim | xaynin bakendin | xaynen bakenden |